# Macrothemis declivata
Macrothemis declivata är en trollsländeart som beskrevs av Philip Powell Calvert 1909. Macrothemis declivata ingår i släktet Macrothemis och familjen segeltrollsländor. Inga underarter finns listade i Catalogue of Life.